# آشپاخ (بادن-وورتمبرگ)
آشپاخ (به آلمانی: Aspach) یک شهر در آلمان است که در رمس-مور واقع شده‌است. آشپاخ ۸٬۳۳۸ نفر جمعیت دارد.

## خواهرخوانده
شهر Chemillé خواهرخواندهٔ آشپاخ (بادن-وورتمبرگ) هست.